# Campos-Becken
Das Campos-Becken, portugiesisch Bacia de Campos, ist ein Meeresgebiet im Südatlantik von ungefähr 115.000 Quadratkilometern Ausdehnung vor den brasilianischen Bundesstaaten Rio de Janeiro und Espírito Santo mit großen Erdöl-Lagerstätten, die teilweise von dem Unternehmen Petrobras in beträchtlicher Tiefe abgebaut werden. 

## Exploration
Es sind 55 einzelne Ölfelder zwischen dem 21. und 23. südlichen Breitengrad bekannt, deren größtes sich über 200 Kilometer vor der Küste befindet und den Namen Marlin trägt. Die Abbautiefe unter Wasser erreichte bereits mehr als 2000 Meter, während die Lagerstätten sich stellenweise bis mehrere Kilometer unter dem Meeresboden erstrecken. Die Fördermengen, die vier Fünftel des brasilianischen Eigenbedarfs decken, erreichten ihren Höchststand in den Jahren 1985 bis 1997. 2010 wurde mit einer Gesamtförderung von 1,8 Millionen Barrel (282.000 m³) Öl und 34,6 Millionen m³ Erdgas täglich gerechnet.
Bestätigte Reserven werden auf 7,21 Milliarden Barrel (1,1 Mrd. m³) Öl und Kondensat und 101,53 Kubikkilometer Gas veranschlagt.
Am 7. November 2011 traten bei Bohrungen von Chevron mehrere tausend Barrel Öl aus und verschmutzen das Campos-Becken. Grund waren dem Ölkonzern zufolge falsche Druckberechnungen für Probebohrungen. Nach zehn Tagen konnte das Leck geschlossen werden. Brasilien forderte daraufhin 8,3 Milliarden Euro Schadensersatz von Chevron.